# Lennik
Lennik és un municipi de la província del Brabant flamenc, a la regió de Flandes.
Està situat al centre de la regió anomenada Pajottenland.
La vila està subdividida en tres nuclis:
- Sint-Kwintens-Lennik
- Sint-Maartens-Lennik
- Gaasbeek